# 卷煎
卷煎是用非常薄的麵片，卷上蔬菜等物料，下油锅炸的食品。一種卷煎是用刚出锅的腐竹片，卷入豆芽菜、豆腐干丝等材料，炸出的食品。卷煎类似春卷，比普通春卷内装的蔬菜多，但没有美国春卷大。